# 奧馬里·斯佩爾曼
奧馬里·拉蘇拉拉·斯佩爾曼（1997年7月21日—）為美國男子籃球運動員，現效力於韓國籃球聯賽原州DB新世代。

## 職業生涯
2021年8月31日，韓國籃球聯賽安養KGC引進斯佩爾曼。2023年3月5日，安養KGC在東亞超級聯賽冠軍週冠軍戰以90比84擊退首爾SK騎士，斯佩爾曼獲選了MVP殊榮。12月12日，安養正官庄赤紅火箭與斯佩爾曼終止合約關係，由罗伯特·卡特接替其位置。
2024年7月13日，VTB聯賽聖彼得堡澤尼特與斯佩爾曼簽約至2025-26賽季結束。2025年1月21日，斯佩爾曼與聖彼得堡澤尼特分道揚鑣。2月10日，斯佩爾曼重返韓國籃球聯賽加入原州DB新世代頂替罗伯特·卡特。2月13日，原州DB新世代完成註冊斯佩爾曼。

## 國家隊生涯
2023年4月，斯佩爾曼取得黎巴嫩國籍加入國家隊。

## 外部連結
- 奧馬里·斯佩爾曼在fiba.basketball（英语）
- 奧馬里·斯佩爾曼在NBA（英语）
- 奧馬里·斯佩爾曼在NBA G聯盟（英语）
- 奧馬里·斯佩爾曼在VTB聯賽（英语）
- 奧馬里·斯佩爾曼在韓國籃球聯賽（英语）
- 奧馬里·斯佩爾曼在Basketball-Reference.com（NBA）（英语）
- 奧馬里·斯佩爾曼在Basketball-Reference.com（NBA G聯盟）（英语）
- 奧馬里·斯佩爾曼在Basketball-Reference.com（國際）（英语）
- 奧馬里·斯佩爾曼在Sports-Reference.com（NCAA）（英语）
- 奧馬里·斯佩爾曼在ESPN（NBA）（英语）
- 奧馬里·斯佩爾曼在Eurobasket.com（球員）（英语）
- 奧馬里·斯佩爾曼在Proballers（英语）
- 奧馬里·斯佩爾曼在RealGM（英语）